# 環尾鸚竺鯛
環尾鸚竺鯛，又名环天竺鲷、環尾天竺鯛、黃天竺鯛，俗名大目側仔，為輻鰭魚綱鈎頭魚目天竺鯛科鸚竺鯛屬的其中一個種。

## 分布
本魚分布於印度洋－西太平洋區，包括紅海、東非、南非、留尼旺、葛摩、模里西斯、塞席爾群島、馬達加斯加、印度、斯里蘭卡、泰國、馬來西亞、台灣、巴布亞紐幾內亞、日本、聖誕島、澳洲、新喀里多尼亞、東加等海域。

## 深度
水深10－40公尺。

## 特徵
本魚體長圓而側扁。頭大、吻長、眼大。體呈金黃色略帶紅色，除尾柄有一黑帶環繞外，頭部從吻部經眼到鰓蓋亦有一可辨識之棕色帶，第一背鰭末端呈黑色。前鰓蓋棘完全，但後緣呈鋸齒狀；尾呈弱叉狀。背鰭硬棘8枚，軟條9枚；臀鰭硬棘2枚、軟條8枚。體長可達12公分。

## 生態
本魚在白天多以岩礁四周之陰暗遮蔽處三五成群或單獨停棲在水層中，也甚少在洞中隱蔽。夜間外出覓食甲殼類、多毛類或其他無脊椎動物。繁殖期時，雄魚會將卵置於口中孵化，由雄魚吐出仔魚，具短暫的仔魚飄浮期。

## 經濟利用
可食用，通常作為下雜魚處理，也可當作觀賞魚觀賞。